# József Mindszenty
József Mindszenty (Csehimindszent, 29 maart 1892 – Wenen, 6 mei 1975) was een Hongaars geestelijke en kardinaal-priester van de Rooms-Katholieke Kerk.

## Priester
József Mindszenty werd als József Pehm geboren in het Hongaarse comitaat Vas, waar zijn ouders boeren-wijnbouwers waren. Hij doorliep het gymnasium bij de premonstratenzer paters in Szombathely en vervolgens het seminarie in dezelfde stad. Op 12 juni 1915 werd hij tot priester gewijd, waarop hij kapelaan werd in Felsőpaty en vanaf 1917 godsdienstleraar in Zalaegerszeg. Daar ondernam hij ook politieke activiteiten: hij zette zich in voor de pas opgerichte Christelijke Partij, die premier Károlyi bestreed. In februari 1919 werd hij gearresteerd om pas in mei, inmiddels onder de Hongaarse Radenrepubliek, weer vrij te komen. Op 1 oktober 1919, enkele maanden na de val van de Radenrepubliek, werd hij deken van Zalaegerszeg, waar hij tot 1944 actief zou blijven, ook op politiek gebied.

## Bisschop
Uit verontwaardiging over de Hongaarse oorlogsdeelname aan de kant van de asmogendheden ruilde hij in 1941 zijn Duitse naam Pehm in voor Mindszenty, naar zijn geboorteplaats. In 1944 werd Mindszenty bisschop van Veszprém. Tussen zijn benoeming op 4 maart en zijn bisschopswijding op 25 maart bezette nazi-Duitsland Hongarije. Mindszenty's anti-Duitse instelling leidde opnieuw tot maandenlange gevangenschap, opgelegd door de Hongaarse marionettenregering.
Na de oorlog werd hij als opvolger van Jusztinián Serédi aartsbisschop van Esztergom en primaat van Hongarije. In 1946 werd hij door Paus Pius XII tot kardinaal benoemd. Als felle tegenstander van het communisme werd hij door de Hongaarse regering op kerstdag 1948 gearresteerd en beschuldigd van verraad en illegale geldtransacties. Tijdens een ophefmakend proces bekende Mindszenty schuldig te zijn aan de meeste hem ten laste gelegde feiten. Men gaat er echter van uit dat hij dat gedrogeerd of onder invloed heeft gedaan omdat hij voordien had meegedeeld onder geen enkele voorwaarde ook maar iets te bekennen. Het hof veroordeelde hem vervolgens tot levenslange opsluiting. Wegens gezondheidsredenen werd in 1955 zijn gevangenisstraf omgezet in streng huisarrest.

## Ambassade
Tijdens de Hongaarse Opstand van oktober 1956 werd hij door de opstandige strijdkrachten bevrijd. Toen de opstand op 4 november met toedoen van Russische tanks werd onderdrukt, werd hem op de Amerikaanse ambassade asiel verleend. Hij weigerde Hongarije te verlaten zolang de Hongaarse regering weigerde hem te zuiveren van alle aanklachten. In 1971, na een akkoord tussen het Vaticaan en de Hongaarse regering, verliet Mindszenty zijn land en verbleef een tijd in het Vaticaan. Kort daarna vestigde hij zich in Wenen in het college Pazmaneum. Daar werkte hij aan zijn memoires en aan een geschiedenis van Hongarije. In 1974 ontnam paus Paulus VI hem de titel van primaat van Hongarije (die de aartsbisschop van Esztergom traditioneel draagt) in een poging de kerkelijke betrekkingen met communistisch Hongarije te verbeteren. József Mindszenty overleed in 1975 in ballingschap.

## Populaire cultuur
- Mijn leven. Memoires van Mindszenty. Vertaald [uit het Duits] door Jos Huygen. Amsterdam, 1974.
- Guilty of treason, een film met Charles Bickford, Paul Kelly en Rosita Granville (1950).[2] Een Amerikaans reporter trekt naar Hongarije, waar hij kardinaal Mindszenty ontmoet, net voor deze gearresteerd zou worden. Mindszenty verzette zich tegen de inmenging van de Sovjet-Unie in het onderwijssysteem: net na de Tweede Wereldoorlog werden 3000 van de 5000 scholen van het land gecontroleerd door de Kerk. Volgens de Sovjet-Unie waren de scholen broeihaarden van patriottisch verzet. Mindszenty werd er ook van verdacht zich te verzetten tegen de landhervormingen, de collectivisering die vooral ten nadele ging van de grootgrondbezitters. De rolprent werd gemaakt in de periode van het Mccarthyisme, en heeft zoals gelijkaardige films als The Red Danube[3] soms wat te lijden onder niet-onverklaarbare eenzijdigheid.

- Bibsys: 90516210
- Biblioteca Nacional de España: XX1142141
- Bibliothèque nationale de France: cb11916214r (data)
- CiNii: DA09260714
- Gemeinsame Normdatei: 118582615
- International Standard Name Identifier: 0000 0001 0922 2003
- Library of Congress Control Number: n50042188
- Nationale Bibliotheek van Letland: 000109629
- National Archives and Records Administration: 10580335
- Bibliotheek van het Japanse parlement: 00524471
- Nationale Bibliotheek van Tsjechië: jn20040223006
- Nationale bibliotheek van Australië: 36179868
- Nationale Bibliotheek van Israël: 987007265440205171
- Nationale Bibliotheek van Polen: a0000001649972
- Nationale en Universitaire bibliotheek Zagreb: 000033761
- Nederlandse Thesaurus van Auteursnamen: 069017638
- Réseau des bibliothèques de Suisse occidentale: 02-A003597036
- Istituto Centrale per il Catalogo Unico: CFIV110277
- LIBRIS: 314725
- SNAC: w6qj8zk3
- Système universitaire de documentation: 027031039
- Trove: 1225057
- Virtual International Authority File: 86865003
- WorldCat: E39PBJht6XqWF6WKjqTkckRdwC